# 宮崎奈美
宮崎 奈美（みやざき なみ、1976年4月13日 - ）は、滋賀県米原市（旧坂田郡伊吹町）出身のホッケー選手である。ポジションはGK。身長163cm、体重58kg。

## 来歴
滋賀県立伊吹高等学校、山梨学院大学卒業後、南都銀行に進み活躍。
日本代表のメンバーとしてアテネオリンピックにも出場した。